# Aquarius paludum
Aquarius paludum är en insektsart som först beskrevs av Fabricius 1794.  Aquarius paludum ingår i släktet Aquarius, och familjen skräddare. Arten är reproducerande i Sverige.

## Bildgalleri

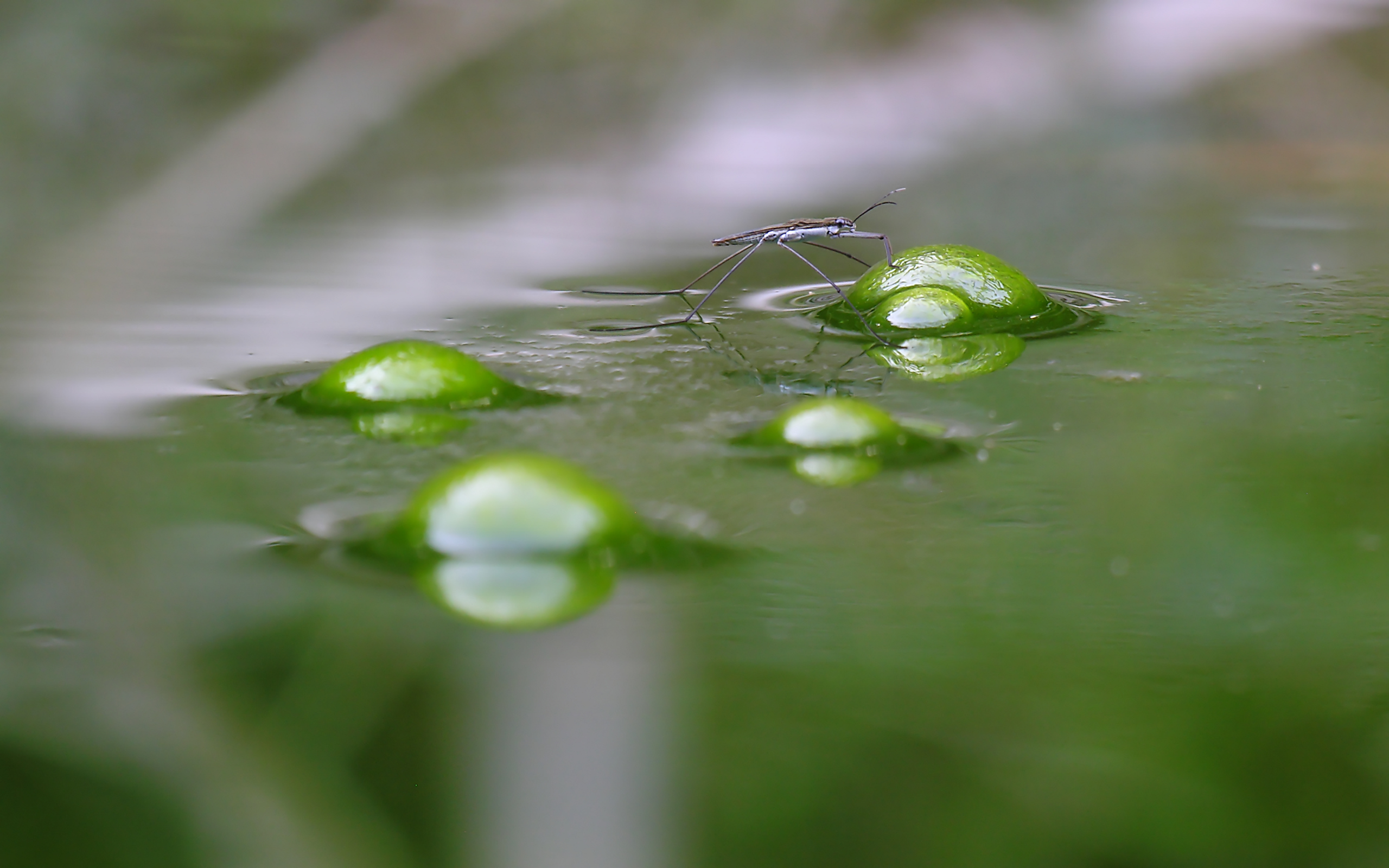